# 媒質
媒質（ばいしつ、medium）とは、波動が伝播する場となる物質・物体のことである。

## 音波
人間が普段耳にしている音（音波）は、空気を媒質として伝播する。音が聴こえるのは、耳の中の鼓膜が大気という媒質の振動を感じ取っているためである。
空気以外でも、水や金属が音の媒質となり得る。水や金属は、空気よりも素早く音を伝える（音速の記事も参照）。
真空中では、音の媒質となるものが存在しないので、音波は伝わらない。

## 電磁波
真空中における電磁波や光波の媒質は、現在では空間そのものと考えられている。古くはエーテルという架空の媒質が想定されていたが、アインシュタインの特殊相対性理論によって、想定の必要性は否定された（「存在しない事が完全に証明された」のではなく「存在していようがしていまいがどちらでも構わない事が判明した」の意）。
光速度は媒質に影響を受け、真空中で最大となる（秒速299,792,458 m）。尚、真空という媒質の中を移動する光の速度は、この宇宙における最大の速度であるとされている。
透明な物質も光の媒質となる。水や大気、ガラスなどがそれに該当する。水や空気の中では、光の速度は真空中を移動する時より低下する。そのため、条件を揃えれば荷電粒子を（その媒質における）光速度より速く移動させる事も出来る。この際の発光現象をチェレンコフ放射と呼ぶ。